# Ronald Vargas
Ronald Alejandro Vargas Aranguren (Guatire, 2 dicembre 1986) è un ex calciatore venezuelano, di ruolo centrocampista.

## Palmarès

### Club

#### Competizioni nazionali
- Campionato belga: 3

Anderlecht: 2011-2012, 2012-2013, 2013-2014
- Coppa di Grecia: 1

AEK Atene: 2015-2016